# Ochrotrichia apalachicola
Ochrotrichia apalachicola är en nattsländeart som beskrevs av Harris, Pescador och Pamela C. Rasmussen 1998. Ochrotrichia apalachicola ingår i släktet Ochrotrichia och familjen smånattsländor. Inga underarter finns listade i Catalogue of Life.